# Scymnus uteanus
Scymnus uteanus är en skalbaggsart som beskrevs av Thomas Casey 1899. Scymnus uteanus ingår i släktet Scymnus och familjen nyckelpigor. Inga underarter finns listade i Catalogue of Life.